# Timorsko more
Timorsko more je more Indijskog oceana koje se nalazi između otoka Timora i sjeverne obale Australije, površine oko 615 000 km2. Na zapadu graniči s Indijskom oceanom, a na istoku s Arafurskim morem u dužini od oko 480 km. Najvećim dijelom je pliće od 200 m, a najdublja točka je na 3300 metara. U Timorskom moru nalaze se otoci Ashmore i Cartier te otočje Tiwi.

## Vanjske poveznice
|  | Zajednički poslužitelj ima još gradiva o temi Timorsko more |